# Poul Ove Jensen
Poul Ove Jensen (født 10. marts 1937) er en dansk arkitekt.
Jensen har blandt andet tegnet Storebæltsbroen, og har tegnet omkring 400 broer verden over.